# Epamera mafugae
Epamera mafugae är en fjärilsart som beskrevs av Henry Stempffer och Bennett 1959. Epamera mafugae ingår i släktet Epamera och familjen juvelvingar. Inga underarter finns listade i Catalogue of Life.